# Waltershausen
Waltershausen é uma cidade da Alemanha localizada no distrito de Gota, estado da Turíngia.